# Varoška Rijeka
Varoška Rijeka ist ein Ort in der Gemeinde Bužim, Bosnien und Herzegowina.

## Demographie
| Jahr | Einwohner |
| ---- | --------- |
| 1961 | 2987      |
| 1971 | 3493      |
| 1981 | 4353      |
| 1991 | 4992      |
| 2013 | 5400      |

Nach dem Zensus 2013 hatte das Dorf 5400 Einwohner.
| Ethnie    | Anzahl (absolut) | Anzahl (relativ) |
| --------- | ---------------- | ---------------- |
| Bosniaken | 5.363            | 99,3 %           |
| Kroaten   | 1                | 0,0 %            |
| Andere    | 36               | 0,7 %            |
| Gesamt    | 5,400            | 100%             |